# Kate Mulgrew
Katherine Kiernan Maria "Kate" Mulgrew (Dubuque (Iowa), 29 april 1955) is een Amerikaanse actrice. Ze is de op twee na oudste van acht kinderen en de eerste dochter.
Ze heeft gespeeld in verschillende toneelstukken, televisieseries en films, maar is waarschijnlijk het bekendst door haar rol als Captain Kathryn Janeway in de sciencefictiontelevisieserie Star Trek: Voyager en de film Star Trek: Nemesis (2002). Ook speelde ze in de serie Orange Is the New Black de rol van 'Red'.
Verder speelde Mulgrew in speelfilms als Throw Momma from the Train (1987), Round Numbers (1992) Perception (2005) en de hoofdrol in het toneelstuk Tea at Five. Dit stuk gaat over het leven van de legendarische Katharine Hepburn.

## Filmografie

### Film
| Jaar | Titel                                        | Rol                           | Opmerkingen     |
| ---- | -------------------------------------------- | ----------------------------- | --------------- |
| 1976 | The American Woman: Portraits of Courage     | Deborah Sampson               | Televisiefilm   |
| 1978 | The Word                                     | Tony Nicholson                | Televisiefilm   |
| 1979 | Jennifer: A Woman's Story                    | Joan Russell                  | Televisiefilm   |
| 1980 | A Time for Miracles                          | Mother Elizabeth Bayley Seton | Televisiefilm   |
| 1981 | Lovespell                                    | Isolt                         |                 |
| 1982 | A Stranger Is Watching                       | Sharon Martin                 |                 |
| 1985 | Remo Williams: The Adventure Begins          | Maj. Rayner Fleming           |                 |
| 1986 | Carly Mills                                  | Carly Mills                   | Televisiefilm   |
| 1986 | My Town                                      | Laura Adams                   | Televisiefilm   |
| 1987 | Roses Are for the Rich                       | Kendall Murphy                | Televisiefilm   |
| 1987 | Throw Momma from the Train                   | Margaret Donner               |                 |
| 1988 | Roots: The Gift                              | Hattie Carraway               | Televisiefilm   |
| 1991 | Daddy                                        | Sarah Watson                  | Televisiefilm   |
| 1991 | Fatal Friendship                             | Sue Bradley                   | Televisiefilm   |
| 1992 | Round Numbers                                | Judith Schweitzer             |                 |
| 1993 | For Love and Glory                           | Antonia Doyle                 | Televisiefilm   |
| 1994 | Camp Nowhere                                 | Rachel Prescott               |                 |
| 1995 | Captain Nuke and the Bomber Boys             | Mrs. Pescoe                   |                 |
| 2001 | Judgment                                     | Extra                         |                 |
| 2002 | Star Trek: Nemesis                           | Admiral Kathryn Janeway       |                 |
| 2004 | Star Trek: The Experience - Borg Invasion 4D | Admiral Kathryn Janeway       |                 |
| 2005 | Perception                                   | Mary                          |                 |
| 2008 | The Response                                 | Colonel Simms                 | Korte film      |
| 2010 | The Best and the Brightest                   | The Player's Wife             |                 |
| 2012 | Flatland 2: Sphereland                       | Over-Sphere                   |                 |
| 2013 | Drawing Home                                 | Edith Morse Robb              | Post-production |
| 2014 | The Principle                                | Verteller                     |                 |

### Televisie
| Jaar       | Titel                             | Rol                               | Opmerkingen |
| ---------- | --------------------------------- | --------------------------------- | --- |
| 1975       | The Wide World of Mystery         | Susan                             | Aflevering: "Alien Lover" |
| 1975–1989  | Ryan's Hope                       | Mary Ryan Fenelli                 | 408 Afleveringen |
| 1978       | Dallas                            | Garnet McGee                      | Aflevering: "Triangle" |
| 1979–1980  | Mrs. Columbo                      | Kate Callahan Columbo             | 13 afleveringen Genomineerd—Golden Globe Award for Best Actress – Television Series Drama |
| 1981       | The Manions of America            | Rachel Clement                    | 3 afleveringen |
| 1984       | Jessie                            | Maureen McLaughlin                | Aflevering: "McLaughlin's Flame" |
| 1986       | St. Elsewhere                     | Helen O'Casey                     | 2 afleveringen |
| 1986       | Cheers                            | Janet Eldridge                    | 3 afleveringen |
| 1987       | Hotel                             | Leslie Chase                      | Aflevering: "Reservations" |
| 1987       | Murder, She Wrote                 | Sonny Greer                       | Aflevering: "The Corpse Flew First Class" |
| 1988–1989  | Heartbeat                         | Dr. Joanne Springsteen            | 18 afleveringen |
| 1991–1992  | Man of the People                 | Mayor Lisbeth Chardin             | 10 afleveringen |
| 1992       | Murphy Brown                      | Hillary Wheaton                   | Aflevering: "On the Rocks" |
| 1992       | Murder, She Wrote                 | Joanna Rollins                    | Aflevering: "Ever After" |
| 1992, 1995 | Batman: The Animated Series       | Red Claw (stem)                   | 3 afleveringen |
| 1992       | The Pirates of Dark Water         | Cressa (stem)                     | 4 afleveringen |
| 1994       | Murder, She Wrote                 | Maude Gillis                      | Aflevering: "The Dying Game" |
| 1994       | Mighty Max                        | Isis (stem)                       | Aflevering: "The Mommy's Hand" |
| 1994       | Aladdin                           | Queen Hippsodeth (stem)           | Aflevering: "A Sultan Worth His Salt" |
| 1995       | Aladdin                           | Queen Hippsodeth (stem)           | Aflevering: "From Hippsodeth, with Love" |
| 1995–2001  | Star Trek: Voyager                | Kathryn Janeway                   | 170 Afleveringen Satellite Award for Best Actress – Television Series Drama Saturn Award for Best Actress on Television Genomineerd—Saturn Award for Best Actress on Television (1999-2001)                                              |
| 1996       | Gargoyles                         | Titania / Anastasia Renard (stem) | 3 afleveringen |
| 1996       | Gargoyles: The Goliath Chronicles | Titania (stem)                    | Aflevering: "For It May Come True" |
| 2006       | Law & Order: Special Victims Unit | Donna Geysen                      | Aflevering: "Web" |
| 2007       | The Black Donnellys               | Helen Donnelly                    | 9 afleveringen |
| 2009–2010  | Mercy                             | Mrs. Jeannie Flanagan             | 10 afleveringen |
| 2011–2013  | Warehouse 13                      | Jane Lattimer                     | 6 afleveringen |
| 2011–2013  | NTSF:SD:SUV::                     | Kove                              | 33 afleveringen |
| 2013–2019  | Orange Is the New Black           | Galina "Red" Reznikov             | 25 afleveringen Critics' Choice Television Award for Best Supporting Actress in a Comedy Series Satellite Award for Best Cast – Television Series Genomineerd—Primetime Emmy Award for Outstanding Supporting Actress in a Comedy Series |
| 2022       | The First Lady                    | Susan Sher                        | 4 afleveringen |

### Theater
| Jaar      | Titel                                           | Rol                      | Opmerkingen                                          |
| --------- | ----------------------------------------------- | ------------------------ | ---------------------------------------------------- |
| 1975      | Our Town                                        | Emily Webb               | American Shakespeare Theatre, Stratford, Connecticut |
| 1976      | Absurd Person Singular                          | Eva Jackson              |                                                      |
| 1977      | Uncommon Women and Others                       | Kate Quin                | Eugene O'Neill Theater Center                        |
| 1978      | Othello                                         | Desdemona                | Hartman Theater Company                              |
| 1980      | Chapter Two                                     | Jennie Malone            | Coachlight Dinner Theater                            |
| 1981–1982 | Another Part of the Forest                      | Regina Hubbard           | Seattle Repertory Theatre                            |
| 1982      | Major Barbara                                   | Major Barbara Undershaft | Seattle Repertory Theatre                            |
| 1982      | Cat on a Hot Tin Roof                           | Margaret                 | Syracuse Stage, New York                             |
| 1983      | The Ballad of Soapy Smith                       | Kitty Strong             | Seattle Repertory Theatre                            |
| 1984      | The Philadelphia Story                          | Tracy Lord               | Alaska Repertory Theatre                             |
| 1984      | The Misanthrope                                 | Celimene                 | Seattle Repertory Theatre                            |
| 1985      | Measure for Measure                             | Isabella                 | Center Theatre Group, Los Angeles                    |
| 1986      | Hedda Gabler                                    | Hedda Gabler             | Center Theatre Group, Los Angeles                    |
| 1986      | The Real Thing                                  | Charlotte                | Center Theater Group, Los Angeles                    |
| 1987      | The Film Society                                | Nan Sinclair             | The Los Angeles Theater Center                       |
| 1989      | Titus Andronicus                                | Tamora                   | New York Shakespeare Festival                        |
| 1990      | Aristocrats                                     | Alice                    | Center Theater Group, Los Angeles                    |
| 1992      | What the Butler Saw                             | Mrs. Prentice            | La Jolla Playhouse                                   |
| 1993      | Black Comedy                                    | Clea                     | Roundabout Theatre Company, New York                 |
| 2002      | Dear Liar                                       | Mrs. Patrick Campbell    | Youngstown State University                          |
| 2003      | Tea at Five                                     | Katharine Hepburn        |                                                      |
| 2004      | Tea at Five                                     | Katharine Hepburn        |                                                      |
| 2004      | Mary Stuart                                     | Mary Stuart              | Classic Stage Company, New York                      |
| 2005      | Tea at Five                                     | Katharine Hepburn        |                                                      |
| 2006      | The Exonerated                                  | Sunny Jacobs             | Riverside Studios, London, England                   |
| 2007      | Our Leading Lady                                | Laura Keene              | Manhattan Theatre Club at New York City Center       |
| 2007      | Iphigenia                                       | Clytemnestra             | Signature Theatre Company                            |
| 2008      | Farfetched Fables and The Fascinating Foundling | Anastasia                | Project Shaw Reading - The Players Club - New York   |
| 2008      | The American Dream and The Sandbox              | Mommy                    | Cherry Lane Theatre, New York                        |
| 2008–2009 | Equus                                           | Hesther Saloman          | Broadhurst Theatre, New York                         |

### Computerspellen
| Jaar | Titel                            | Rol                     | Opmerkingen |
| ---- | -------------------------------- | ----------------------- | ----------- |
| 1997 | Star Trek: Captain's Chair       | Capt. Kathryn Janeway   |             |
| 2000 | Star Trek: Voyager - Elite Force | Capt. Kathryn Janeway   |             |
| 2002 | Run Like Hell                    | Dr. Mek                 |             |
| 2003 | Lords of EverQuest               | Lady Kreya              |             |
| 2003 | Star Trek: Elite Force II        | Capt. Kathryn Janeway   |             |
| 2006 | Star Trek: Legacy                | Admiral Kathryn Janeway |             |
| 2009 | Dragon Age: Origins              | Flemeth                 |             |
| 2011 | Dragon Age II                    | Flemeth                 |             |
| 2014 | Dragon Age: Inquisition          | Flemeth                 |             |

## Prijzen
- Obie Award - 2008: Gewonnen - Outstanding Performance - Iphigenia 2.0
- Broadway.com - 2003: Gewonnen - Audience Award for Favorite Solo Performance - Tea at Five
- Carbonell Award - 2004: Gewonnen - Best Actress (Touring, Independent Production - Cuillo Centre) - Tea at Five
- Drama League Award - 2007: Genomineerd - Distinguished Performance - Our Leading Lady
- Golden Globe - 1980: Genomineerd - Best TV Actress in a Drama - Mrs. Columbo
- Golden Satellite Award - 1998: Gewonnen - Best Performance by an Actress in a Television Series - Star Trek: Voyager
- Lucille Lortel Award - 2003: Genomineerd - Outstanding Lead Actress - Tea at Five
- Outer Critics Circle - 2003: Genomineerd - Outstanding Solo Performance - Tea at Five
- Saturn Award:
  - 1998: Gewonnen - Best Genre TV Actress - Star Trek: Voyager
  - 1999: Genomineerd - Best Genre TV Actress - Star Trek: Voyager
  - 2000: Genomineerd - Best Genre TV Actress - Star Trek: Voyager
  - 2001: Genomineerd - Best Actress on TV - Star Trek: Voyager
- Tracey Humanitarian Award - 1992: Received in recognition of Murphy Brown episode On The Rocks